# Яхара, Микио
Микио Яхара (矢原美紀夫) — мастер каратэ, основатель Всемирной федерации каратэномичи, абсолютный чемпион Японии, многократный чемпион мира по каратэ, 10 дан.

## Биография
Микио Яхара родился 4 апреля 1947 года в префектуре Эхиме, Япония, в знатной семье потомственного даймё (крупнейшего военного феодала средневековой Японии).
В детстве начал изучать каратэ и дзюдо.
По окончании школы поступил в токийский Университет Кокусикан и продолжил изучать каратэ в группе Масатоси Накаямы, где его непосредственным куратором был Яно Кэндзи.
Окончив известные инструкторские курсы «Кэнсюсэй», стал инструктором в штаб-квартире JKA.
В период с 1974 по 1984 доминировал на всех турнирах JKA и IAKF, начиная от чемпионатов Японии и заканчивая чемпионатами мира.
В 1984 году завершил спортивную карьеру, став чемпионом мира в ката и абсолютным чемпионом Японии.
По завершении спортивной карьеры стал преподавать каратэ и проводить семинары по всему миру.
Принял участие в съёмках всех методических пособий JKA по приглашению Масатоси Накаямы.
Исполнение Яхарой ката «Энпи» и «Унсу» считается эталонным и продемонстрировано в методическом пособии JKA по ката. В пособии по кумитэ Яхара демонстрировал «приёмы последнего шанса» — «сутэми вадза».
В серии из 12 книг «Best Karate» Масатоси Накаямы исполнение приёмов Йосихару Осакой и Микио Яхарой использовано для фотоиллюстраций, по которым учились каратисты во всём мире.
В 1994 году назначен на пост заместителя главного инструктора JKA.
В 2000 году создал Всемирную федерацию каратэномичи (KWF), чтобы сохранить истинный облик каратэ в противовес бесконтактному спортивному каратэ.
В 2003 году на церемонии открытия штаб-квартиры KWF в Токио присутствовали делегаты из более чем 40 стран.

## Спортивные результаты
1974
- 1-й Кубок Азии (Сингапур): 1 место в командном кумитэ
- 3-й Чемпионат Японии: 1 место в командном кумитэ

1975
- 18-й Чемпионат Японии по каратэ JKA: 2 место в кумитэ
- 1-й Чемпионат мира по каратэ IAKF (Лос-Анджелес): 1 место в командных ката и кумитэ

1976
- 19-й Чемпионат Японии по каратэ JKA: 3 место в кумитэ

1977
- 2-й Чемпионат мира по каратэ IAKF (Токио): 2 место в ката, 1 место в командных ката и кумитэ

1978
- 21-й Чемпионат Японии по каратэ JKA: 2 место в ката и кумитэ

1979
- 22-й Чемпионат Японии по каратэ JKA: 3 место в кумитэ

1980
- 23-й Чемпионат Японии по каратэ JKA: 2 место в ката
- 1-й Международный чемпионат по каратэ (Каир): 1 место в ката и кумитэ
- 3-й Чемпионат мира по каратэ IAKF (Бремен): 2 место в ката, 1 место в командных ката и кумитэ

1981
- 24-й Чемпионат Японии по каратэ JKA: 2 место в ката

1982
- 25-й Чемпионат Японии по каратэ JKA: 2 место в ката, 3 место в кумитэ

1983
- 2-й Кубок Азии (Сингапур): 1 место в ката и кумитэ
- 26-й Чемпионат Японии по каратэ JKA: 2 место в ката
- 4-й Чемпионат мира по каратэ IAKF (Каир): 2 место в ката, 1 место в командных ката и кумитэ

1984
- 1-й Кубок мира по каратэ JKA (Будапешт): 1 место в ката
- 27-й Чемпионат Японии по каратэ JKA: 1 место в ката, 3 место в кумитэ

## Выдающиеся ученики
Юкио Мисима — всемирно известный японский писатель, номинант Нобелевской премии
Йодзи Ямамото — всемирно известный японский дизайнер одежды
Сид Тадрист (7 дан) — член технического комитета KWF
Пемба Таманг (8 дан) — экс-директор международного департамента KWF, главный инструктор Японской федерации каратэ сётокан (NSKF)
Норио Кавасаки (6 дан) — экс-технический директор KWF
Мурад Сайхиа (7 дан) — член технического комитета KWF, главный инструктор Федерации каратэномичи Алжира
Александр Чичварин (6 дан) — член технического комитета KWF, президент Федерации каратэномичи России

## Фильмография

### Документальные фильмы о Микио Яхаре
| Год  | Название                            | Режиссёр        |
| ---- | ----------------------------------- | --------------- |
| 2012 | Микио Яхара. Гений каратэ           | Николай Коровин |
| 2017 | Микио Яхара. Каратэ — это моя жизнь | Николай Коровин |